# Dilip Gurumurthy
Dilip Gurumurthy (ur. 18 września 1956) – indyjski koszykarz, uczestnik Letnich Igrzysk Olimpijskich 1980
Na olimpiadzie rozegrał 5 spotkań. Razem z drużyną zajął ostatnie 12. miejsce. Zdobył:
- 4 zbiórki,
- 1 przechwyt[1].